# Krantenjongen

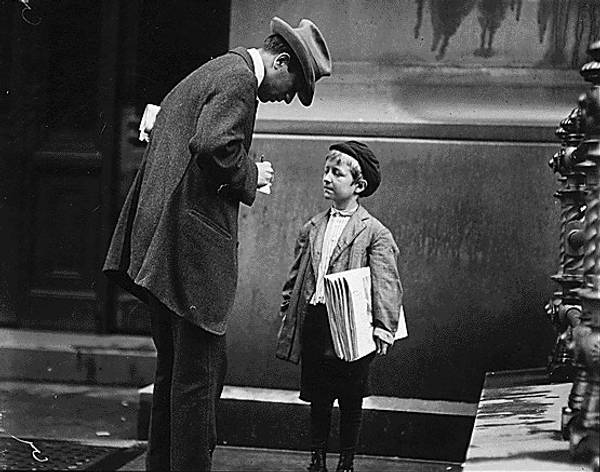
Krantenjongen rondom 1910, (Lewis Hine).

Een krantenjongen is een persoon die kranten verkoopt. In de volksmond worden krantenbezorgers ook nog weleens krantenjongen genoemd. Er zijn natuurlijk ook krantenmeisjes.
De krantenjongen had een lage status maar was in feite een kleine ondernemer. Mede daarom stond hij model voor de American Dream. Als hij het maar slim aanpakte kon hij het zelfs brengen tot miljonair.
Velen lieten zich erop voorstaan om het van krantenjongen tot miljonair gebracht te hebben, ook al waren hun startcondities vele malen beter dan die van de doorsnee krantenjongen.
De beroemde en nog steeds gehanteerde uitdrukking is afkomstig van het boek: John Pitt, van krantenjongen tot millionair (1926). Dit is een vertaling door Tjeerd Adema van het Duitse jongensboek John Workmann der Zeitungsboy: eine Erzählung aus der amerikanischen Grossindustrie uit 1925, geschreven door Hans Dominik. De Nederlandstalige versie werd geïllustreerd door Tjeerd Bottema.
Nog steeds wordt de krantenjongen in verband gebracht met de ideologie dat wie wil en lef heeft altijd wel bereiken kan wat hij wil. Iemand die blijft steken in een slecht betaald beroep heeft dat, geheel volgens deze ideologie, uitsluitend aan zichzelf te wijten.

## Trivia
- Een beroemd voorbeeld is Thomas Edison. Hij begon als krantenjongen bij de spoorweg, waar hij werd ontslagen. Later bouwde hij een imperium op.
- Centraal Beheer adverteerde met een krantenjongen die geen miljonair werd. Zie Youtube